# Đêm hội Long Trì (phim)
Đêm hội Long Trì là một bộ phim cổ trang dã sử của đạo diễn Hải Ninh.
Bộ phim là một thành công của Điện ảnh Việt Nam thời kỳ đổi mới với thể loại dã sử - cổ trang. Đêm hội Long Trì quy tụ dàn diễn viên xuất sắc nhất ba thập niên cuối thế kỷ XX, bối cảnh công phu trên nền câu chuyện vốn đã được nhà văn Nguyễn Huy Tưởng mô tả đầy lôi cuốn về những mưu mô chốn cung đình.

## Nội dung
- Tập 1: Cầu hôn

Tuyên phi Đặng Thị Huệ (Lê Vân) rất được Chúa Trịnh Sâm (Thế Anh) sủng ái nên đã tìm mọi cách thâu tóm quyền lực và dung túng cho em mình là Đặng Lân làm càn. Trong đêm hội Long Trì, ái nữ của Chúa là quận chúa Quỳnh Hoa (Thu Hà) chưa kịp bén duyên với chàng văn nhân tài hoa Bảo Kim (Vũ Đình Thân) thì đã lọt vào ánh mắt của Đặng Lân. Đặng Lân là kẻ vô đạo, lộng quyền, hắn dám giết cả quan đại thần nhưng Trịnh Sâm vì quá mê muội Đặng Thị Huệ nên dung túng cho tội ác của hắn. Từ đó hắn càng thêm ngang ngược. Ngay đêm hội Long Trì, hắn dám bắt bớ phụ nữ có chồng nhưng bị ngăn cản bởi Tướng quân Nguyễn Mại, người có công dẹp giặc ngoài biên ải, mới về giữ chức quan hộ thành.
Sau đêm đó, Đặng Lân nhất quyết đòi cưới Quận chúa Quỳnh Hoa. Đặng Thị Huệ muốn củng cố phe cánh nên nhanh chóng đồng ý. Huệ xin Trịnh Sâm gả Quận chúa cho Lân và được Chúa thuận tình nhưng không cho phép Lân được động phòng trong vòng 2 năm.
- Tập 2: Quả báo. Đặng Lâm tìm mọi cách để động phòng với Quỳnh hoa. Hắn sai người đánh chết hai quan hộ vệ rồi vào phòng tân nương nhằm hãm hiếp Quận chúa nhưng Quận chúa nhất quyết cự tuyệt. Thuộc hạ của Đặng Lân bắt Bảo Kim về phủ, hắn buộc Quận chúa phải thuận tình, nếu không sẽ giết chết Bảo Kim. Nguyễn Mại điều tra việc Bảo Kim mất tích, giải cứu được Bảo Kim khi đó đang bị giam trong phủ của Đặng Lân. Việc này khiến Đặng Lân càng thêm căm hận và muốn trừ khử Nguyễn Mại. Theo lời Lân, Đặng Thị Huệ vu cáo Nguyễn Mại tội phạm thượng. Cùng lúc này, thế tử Trịnh Tông bị tố có mưu đồ phản nghịch. Trịnh Sâm quyết định tạm hoãn việc xét xử Nguyễn Mại để bảo vệ kinh thành. Sau đó, Chúa cho triệu hai quyền thần chủ mưu tạo phản là Tuân sinh hầu và Hồng vĩnh hầu về triều rồi xử tử, đồng thời phế bỏ ngôi Thế tử của Trịnh Tông. Sau sự việc đó, phe cánh của Đặng Thị Huệ chính thức loại bỏ được đối thủ lớn nhất trong cuộc tranh giành vương vị. Từ đó, Đặng Lân càng thêm ngỗ nghịch. Hắn ngang nhiên hãm hiếp đàn bà ngay giữa đường giữa chợ. Trong một lần xuất phủ, mang theo cả giường thất bảo, Đặng Lân bị Nguyễn Mại bắt quả tang đang hãm hiếp phụ nữ. Nguyễn Mại không do dự xử trảm Đặng Lân ngay tại hiện trường rồi tự trói đến nhận tội với Chúa Trịnh Sâm. Trịnh Sâm ra lệnh xử tử Nguyễn Mại rồi đến thăm Quỳnh Hoa, lúc này đã bạo bệnh thập tử nhất sinh. Nhìn thấy tình cảnh của ái nữ, Trịnh Sâm mới nhận ra sai lầm. Chúa rút lệnh xử Nguyễn Mại nhưng thánh chỉ đến muộn, Tướng Nguyễn Mại đã bị hành hình.
- Tập 3: Kiếp phù du. Sau khi phế Trịnh Tông, Chúa lập Trịnh Cán làm thế tử. Dương Thái Phi, mẹ của Trịnh Tông, cầu xin Quốc mẫu và Huy quận công nới lỏng việc giam cầm rồi sau đó thừa cơ cứu Tông khỏi nhà giam. Trịnh Sâm băng hà, Thế tử Cán lên ngôi khi mới bốn tuổi. Trịnh Tông tập hợp kiêu binh làm phản, tấn công kinh thành. Huy quận công nghênh chiến nhưng thất trận, bị giết chết. Đặng Thị Huệ gửi Trịnh Cán cho nhũ mẫu bỏ trốn. Riêng Huệ ở lại kinh thành, bị Dương thái phi tra tấn, hành hạ nhưng nhất quyết không khai tung tích của Trịnh Cán. Tuy vậy, Trịnh Cán vẫn bị bắt và giết. Trịnh Tông lên ngôi Chúa, phế bỏ ngôi vị của Đặng Thị Huệ, cho Huệ trông coi nhang khói Tiên vương, kết thúc một đời Vương phi uy quyền.

## Ê-kíp
- Âm nhạc: Đỗ Hồng Quân, Phó Đức Phương
- Thiết kế Mĩ thuật: Đào Đức, Vũ Huy, Hoàng Chí Long
- Phục trang: Trần Thị Mây, Trần Phương Thảo
- Dựng phim: Nguyễn Thị Ninh
- Ánh sáng: Nguyễn Thiệp
- Thư ký trường quay: Hồng Ngọc
- Dựng cảnh: Phan Đức Mạnh
- Đạo cụ: Nguyễn Văn Sinh
- Quay phố hợp: Kim Khánh, Đinh Thanh
- Tiếng động: Minh Tâm

| Diễn viên      | Thủ vai                   |
| -------------- | ------------------------- |
| Thế Anh        | Tĩnh Đô vương Trịnh Sâm   |
| Lê Vân         | Tuyên phi Đặng Thị Huệ    |
| Hoàng Thắng    | Quận mã Đặng Lân          |
| Thu Hà         | Quận chúa Quỳnh Hoa       |
| Trọng Phan     | Nguyễn Mại                |
| Dương Quảng    | Quận Huy                  |
| Vũ Đình Thân   | Bảo Kim                   |
| Trịnh Thịnh    | Khê Trung hầu             |
| Đàm Liên       | Hề sĩ cung đình           |
| Cụ Lưu         | Lương Ngự sử              |
| Quế Hằng       | vợ Nguyễn Mại             |
| Hà Nhân        | Quốc mẫu                  |
| Ngọc Thắng     |                           |
| Tiến Cường     |                           |
| Xuân Trường    | bạn đồng liêu của Bảo Kim |
| Hà Phong       |                           |
| Thục Hiền      |                           |
| Trần Hạnh      |                           |
| Hoàng Gia Hưng | Trịnh Cán                 |